# سنگ نگاره‌های کوه چراغچی
سنگ نگاره‌های کوه چراغچی در شهرستان کمیجان، بخش مرکزی، دهستان اسفندان، روستای سوسن آباد واقع شده و این اثر در تاریخ ۲۶ اسفند ۱۳۸۶ با شمارهٔ ثبت ۲۲۱۰۲ به‌عنوان یکی از آثار ملی ایران به ثبت رسیده است.